# Felajánlás (buddhizmus)

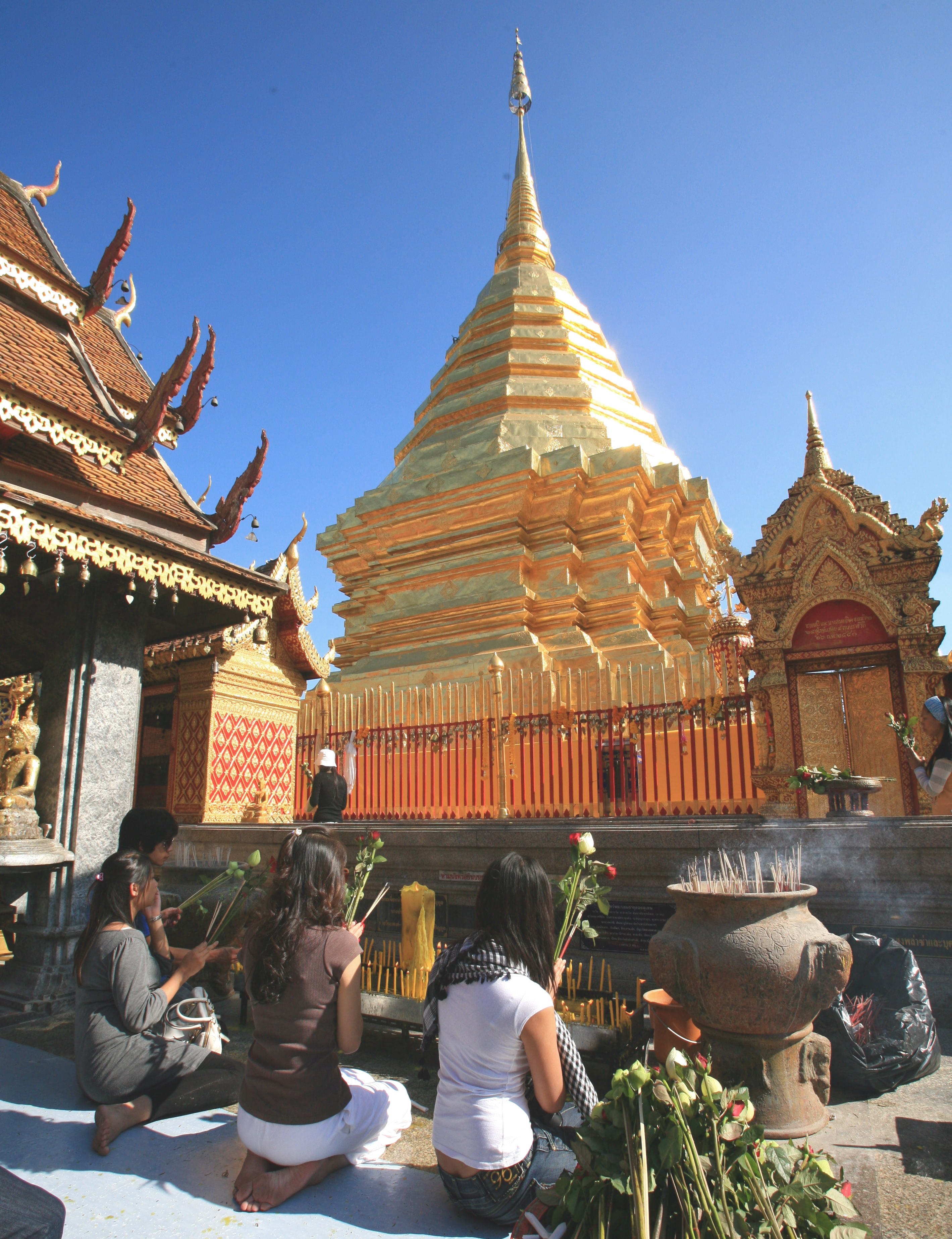
Vallásos hódolók tesznek tömjén, virág és gyertya felajánlásokat egy csedinél a thai Vat Phra That Doi Suthep-nél, Csiangmaj városban

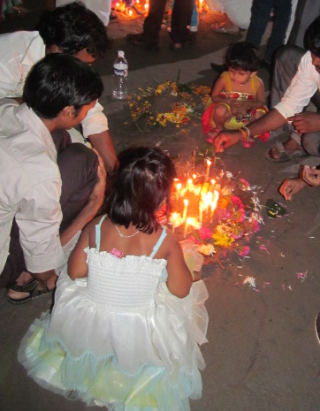
Felajánlás a Csaitjabhumi emlékműnél.

A szimbolikus felajánlás a buddhizmusban a három drágaság felé történik, melynek célja az elmélkedő hála és az inspiráció felébresztése. Jellemzően egyszerű dolgokat szoktak felajánlani, például gyertyát vagy olajlámpát gyújtanak, tömjént égetnek, flowers, vagy ételt, gyümölcsöt, vizet vagy italt ajánlak fel.
A kortárs nyugati gyakorlók számára a felajánlások lehetőséget nyújtanak a szívélyes tudatosság gyakorlására. A karma és az újjászületés tekintetében a hagyományos buddhista nézetek szerint a felajánlások a következőkhöz vezetnek:
- üdvösebb újjászületés a  lét forgatagában (páli: vattagamini-kuszala)
- közelebb kerülés a szenvedéstől való megszabaduláshoz (páli: vivattagamini-kuszala).

A felajánlások gyakran szolgálnak a meditációra való felkészüléshez.

## Théraváda gyakorlatok
Az anyagi jellegű felajánlás a nagylelkűséget (páli:dána) és az erényt (páli: síla) fejleszti. A három drágaság (the Buddha, dhamma és szangha) előtti hódolat cselekedete tovább mélyíti a gyakorló elkötelezettségét Buddha ösvénye mellett. A hagyományos páli tömjéngyújtó vers Buddha „illatozó testéről, arcáról és végtelen tudásáról” szól. A felajánláson való elmélyedéssel a gyakorló a valóság állandótlan természetébe (páli: aniccsa) nyer bepillantást. Ez Buddha létezéssel kapcsolatos három jellemzőről szóló tanításainak egyike.

## Mahájána gyakorlatok
A mahájána felajánlásoknak a következő szimbolikus jelentéseik lehetnek:
- a gyertya- vagy olajlámpa-gyújtás a nem-tudást megvilágosító bölcsesség fényét jelképezi.
- a tömjénégetés a moralitás finomságát jelképezi.
- a virágok a buddha-test elérésének vágyát (Buddha 32 fizikai jellemzője) és az állandótlanságot jelképezik.[19]
- az étel, gyümölcs, víz és ital a dharma nektárját jelképezi és annak elérésének óhaját.

## Nem anyagi jellegű felajánlások
Bizonyos hagyományokban kétféle felajánlást különböztetnek meg:
- anyagi jellegű dolgok vagy vendégszeretet felajánlása (páli: amisza-púdzsá[20] agy szakkara-púdzsá[21])
- gyakorlatok felajánlása (páli: patipatti-púdzsá[22][23])

Ebben az értelmezésben a felajánlások a „szavak és cselekedetek” külsőleges felajánlásai. 
A gyakorlatok felajánlása a következő cselekedetek gyakorlására szokott vonatkozni:
- adakozás, ill. adás gyakorlata (páli: dána)
- morális magaviselet (síla)
- meditáció (szamádhi)
- bölcsesség (pradzsnyá)[25][26][27]

## Külső hivatkozások
- A Buddha oltárról
- Az áldozati szertartás
- Virtuális púdzsá a Smaragd Buddha templomban – วัดพระแก้ว